# Стив Бортвик
Стив Бортвик (енгл. Steve Borthwick; 12. октобар 1979) бивши је енглески рагбиста. У професионалној каријери играо је за Бат и за Сараценс. Дипломирао је економију на универзитету у Бату. Најбољу сезону у Бату имао је 2003, на 2004. У сезони 2007–2008, предводио је као капитен Бат до трофеја челинџ купа. У јануару 2008, објављено је да прелази у Сарасенсе, а већ 2009, постао је капитен ове екипе. Као млађи био је превише лаган да би играо у скраму енглеске репрезентације, па је послушао савете тренера и почео да ради на добијању мишићне масе. Иако је напорно тренирао, није упао на списак 30 репрезентативаца, који ће испоставиће се освојити титулу првака света 2003. На светском првенству 2007, играо је на 3 утакмице у групи. 10. фебруара 2008. проглашен је за капитена "црвених ружа". Лета 2014, престао је да игра рагби и почео да ради као тренер. Био је помоћни тренер у стручном штабу репрезентације Јапана, а затим се запослио као тренер скрама у енглеском друголигашу Бристолу.